# Elisabeth Niggemeyerová

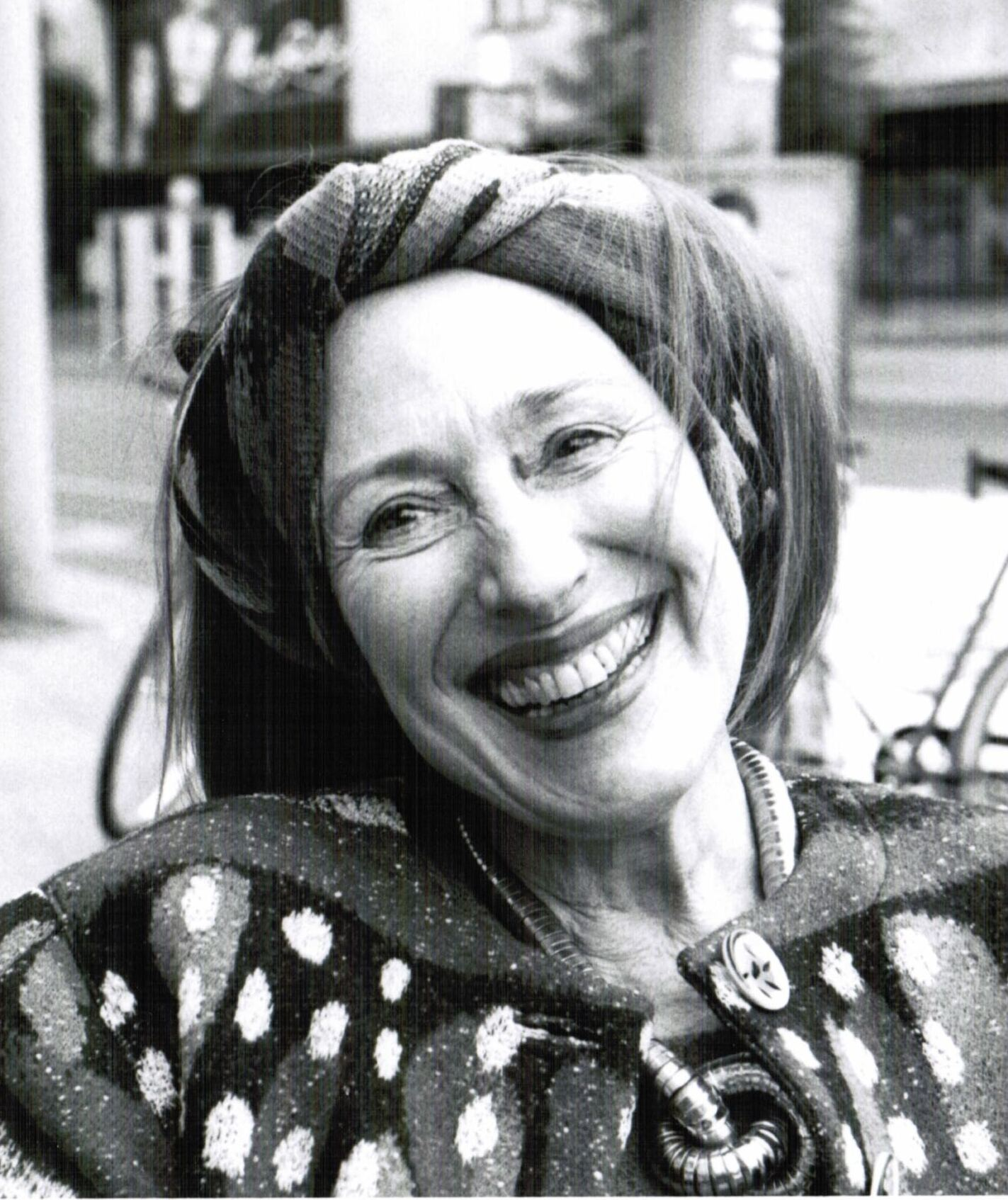
Elisabeth Niggemeyerová v roce 2000

Elisabeth Niggemeyerová (23. června 1930 – 29. ledna 2025) byla německá fotografka. Nejznámější je jako fotografka pro Die gemordete Stadt (Zavražděné město), obsahující klasickou kritiku poválečného německého urbanismu, a díky své práci o dětech a pedagogice, kterou vytvořila ve spolupráci s Nancy Hoenischovou.

## Životopis
Rodiče Elisabeth Niggemeyerové provozovali v Bochumi obchod s fototechnikou a laboratoř. Po ukončení školy v roce 1950 zahájila na přání svých rodičů odborné vzdělávání jako fotografka v Bayerische Staatslehranstalt für Lichtbildwesen v Mnichově. O technické aspekty fotografie se moc nezajímala, dokud neobjevila svůj zájem o fotoreportáže při focení z Oktoberfestu. Po promoci v roce 1952 a neuspokojivém pokusu o módní fotografii zůstala Elisabeth Niggemeyerová v Mnichově, pracovala ve fotografickém obchodě a ve volném čase fotografovala městskou krajinu fotoaparátem Rolleiflex. Niggemeyerová zemřela 29. ledna 2025 ve věku 94 let.

## Fotografická práce

### Město a městský život
Deník Süddeutsche Zeitung otiskl jednu z jejích fotografií ve velkém ve víkendovém vydání novin, což podnítilo zadání Süddeutscher Verlag na výrobu celé knihy o Mnichově, das münchner jahr, 1955. Pokračovala ve vydávání městských portrétů ve formátu fotoknihy: London. Stadt, Menschen, Augenblicke v roce 1956 a Bonn im Bild v roce 1957.
V roce 1958 se Elisabeth Niggemeyerová a její manžel Peter Pfefferkorn přestěhovali do Západního Berlína, kde Elisabeth pořizovala snímky pro reportáže v ženském časopise Constanze a jeho nástupci Brigitte.
Friedrich Luft ve své recenzi na její mnichovskou knihu upozornil na  práci Niggemeyerové berlínského novináře Wolfa Jobsta Siedlera, který hledal fotografa, který by pořídil snímky ilustrující jeho texty o současné městské výstavbě. V roce 1965 Siedler, Niggemeyerová a novinářka Gina Angress společně vydali publikaci Die gemordete Stadt („Zavražděné město“). Ve svých esejích Siedler kritizuje moderní městskou výstavbu a obnovu měst, která vedla k demolici celých čtvrtí postavených před první světovou válkou.  Tyto byly nahrazeny jednotvárnými obytnými bloky, vizuálně zbavenými jakýchkoli prvků bez funkčního účelu. Co druhá světová válka plně nedokončila, bylo nyní zjevně dokončeno a využito jako pokračující příležitost ke standardizaci.
Fotografie Elisabeth Niggemeyerové toho pozoruhodně dokládají a konfrontují bujnou dekoraci berlínské architektury konce století s pochmurností jejích současných čtvrtí. Slovy jednoho kritika: „Výsledek byl zničující.“
Zatímco obrazy Niggemeyerové vizualizují Siedlerův nářek, jsou následně doplněny dokumentárními textovými úryvky, které sestavila Gina Angress a které někdy dosahují komického, zlomyslného efektu. Kniha Die gemordete Stadt, znovu vydaná v letech 1979 a 1993, byla označena za nejvlivnější knihu o architektuře v poválečném Německu. Její vliv byl spojován s vlivem knihy Jane Jacobsové Smrt a život amerických velkoměst ve Spojených státech a Kanadě.  Rok po jejím prvním vydání natočil architektonický kritik Ulrich Conrads(de) na toto téma film.

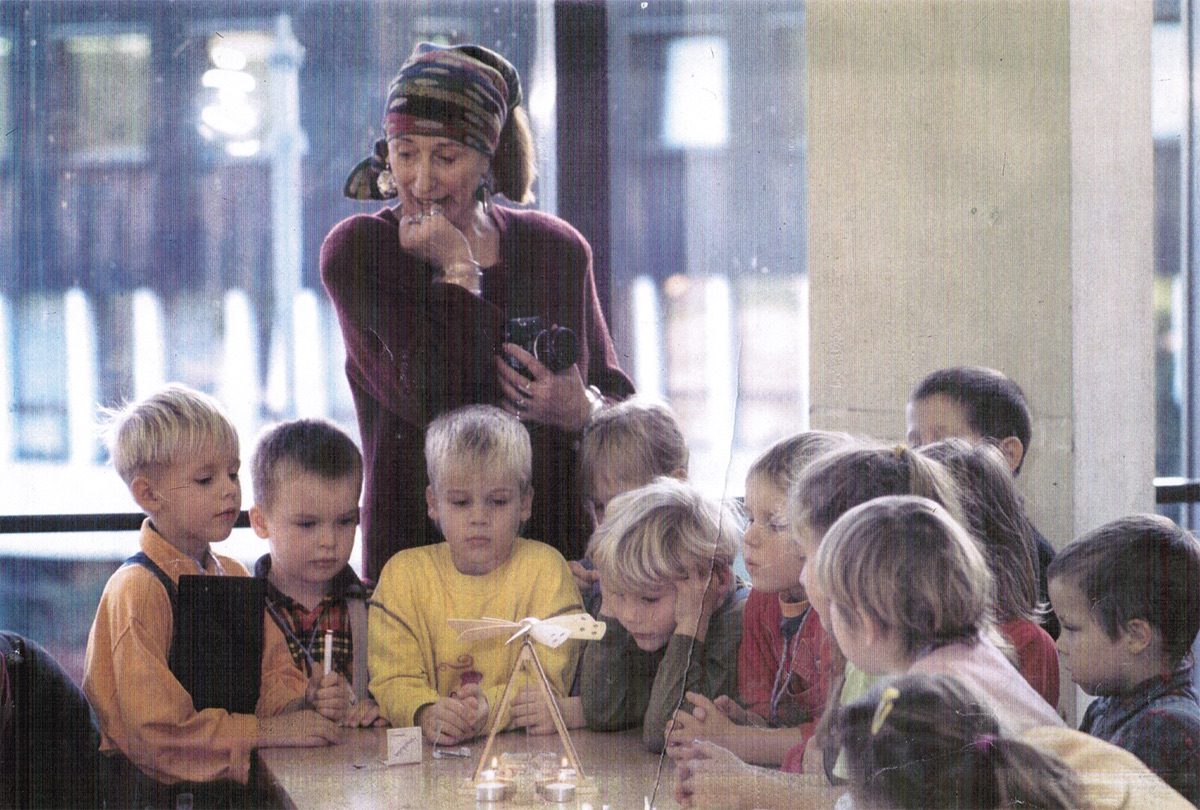

O 21 let později, v roce 1985, tito tři přispěvatelé vydali pokračování s názvem Die verordnete Gemütlichkeit (Povinná útulnost). Tato kniha rekapituluje dvě desetiletí od prvního veřejného dopadu Die gemordete Stadt, roky, během nichž se architektura a budování měst posunuly od modernismu k historismu, čili postmodernismu. Fotografie Elisabeth Niggemeyerové se snaží ukázat, že zdobení moderních městských scenérií kopiemi artefaktů zrušených před třiceti lety představuje nepatřičný návrat, protože prostředí dekorace bylo nenávratně ztraceno.
Od roku 2000 Niggemeyerová občas žila v Paříži a podnikala výpravy po celém městě při fotografování pro „Paris Puzzle“, sérii brožovaných svazků, z nichž každý je věnován jednomu z 20 obvodů. Nabízejí detailní a často kolážované pohledy na architekturu města (2014/2021).

### Fotografie a pedagogika

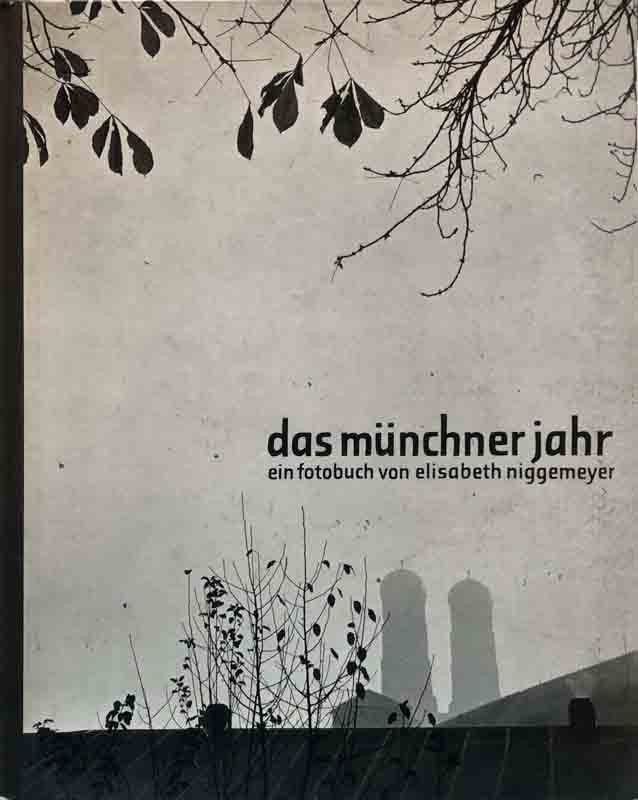

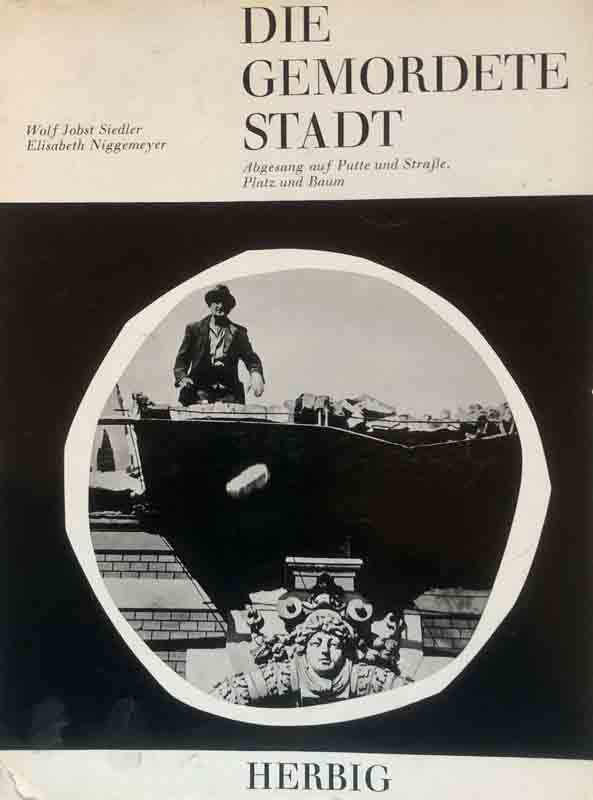

Po svatbě s Peterem Pfefferkornem porodila Elisabeth Niggemeyerová tři děti. Na začátku 60. let se rodina přestěhovala do Zehlendorfu, předměstské čtvrti Západního Berlína, kde děti spolu se studenty a učiteli z Německa a USA navštěvovaly školu Johna F. Kennedyho. Zde se Elisabeth Niggemeyerová setkala a spřátelila s americkou učitelkou Nancy Hoenischovou a začala fotografovat děti během předškolních hodin. Tyto fotografie se staly klíčovým prvkem knihy Vorschulkinder, která byla vydána v nakladatelství Ernst-Klett-Verlag v roce 1969 ve spolupráci s Nancy Hoenischovou a psychologem a pedagogem Jürgenem Zimmerem. Kniha byla čtyřikrát dotisknuta a stala se klasikou předškolní pedagogiky. Předškolní vzdělávání, které propojuje mateřskou a základní školu, je prezentováno jako pokus umožnit dětem získat praktické první zkušenosti s porozuměním, například rané přírodní vědě, a zároveň podporovat samostatné myšlení a hodnocení dětí. V úzké spolupráci s Antoinette Beckerovou vytvořila Elisabeth Niggemeyerová další fotoknihy na podobná témata u nakladatelství Klett a Otto-Maier-Verlag Ravensburg, které vydalo knižní sérii věnovanou „Ich und die Welt“ (Já a svět). Svazky se zabývají mimořádnými situacemi v životě dětí, například pobytem v nemocnici nebo zápisem do školy. Poslední knihy pro děti a o dětech (například Mathe-Kings, 2004) byly opět vytvořeny společně s Nancy Hoenischovou, opět o předškolních zážitcích, a byly prezentovány dětem i dospělým na akčních výstavách.

### Pracovní metoda a vlastnosti
Elisabeth Niggemeyerová o sobě říká: „Nefotografuji proto, abych pořídila krásné snímky, ale věděla jsem, že fotografuji, protože chci něco sdělit. To byl rozhodující faktor.“
V jejích raných městských portrétech se krása města jednoznačně stává tématem. Svým způsobem je také ústředním bodem dvou částí „Zavražděného města“. I zde se nacházejí fotografie ve větším formátu, které připomínají atmosféricky či narativně hutné mnichovské snímky. Fotografka však rozšířila své spektrum o sérii detailních architektonických záběrů. Různé obrazové žánry, vnímané společně, tematizují nejen rozmanitost architektonického dědictví, ale například i maloobchod v centru města, a tedy i kvalitu městského života. V „Pařížské skládačce“ se Elisabeth Niggemeyerová stále zajímá o „krásnou každodennost“, a to i proto, že její ztráta je na spadnutí. Její rozpoznání vyžaduje pozornost. Toto je samo o sobě tématem v jejích pedagogických dílech, v nichž ukazuje ponoření dětí do hravého procesu učení.
V díle Elisabeth Niggemeyerové jsou fotografické prostředky obrazové reportáže živé a daří se jim, sahající až k ilustrovanému tisku 20. let 20. století a zahrnující zdánlivě čistě dokumentární zobrazení detailů. V této tradici fotografie daleko přesahuje ilustrativní funkci a stává se přinejmenším stejně důležitou jako text. Grafická úprava hraje velmi důležitou roli ve všech publikacích Niggemeyerové, včetně koláže obrazů, v níž jsou detailní obrazy opakovaně vnášeny do faktického a sociálního kontextu prostřednictvím situačních celkových záběrů.

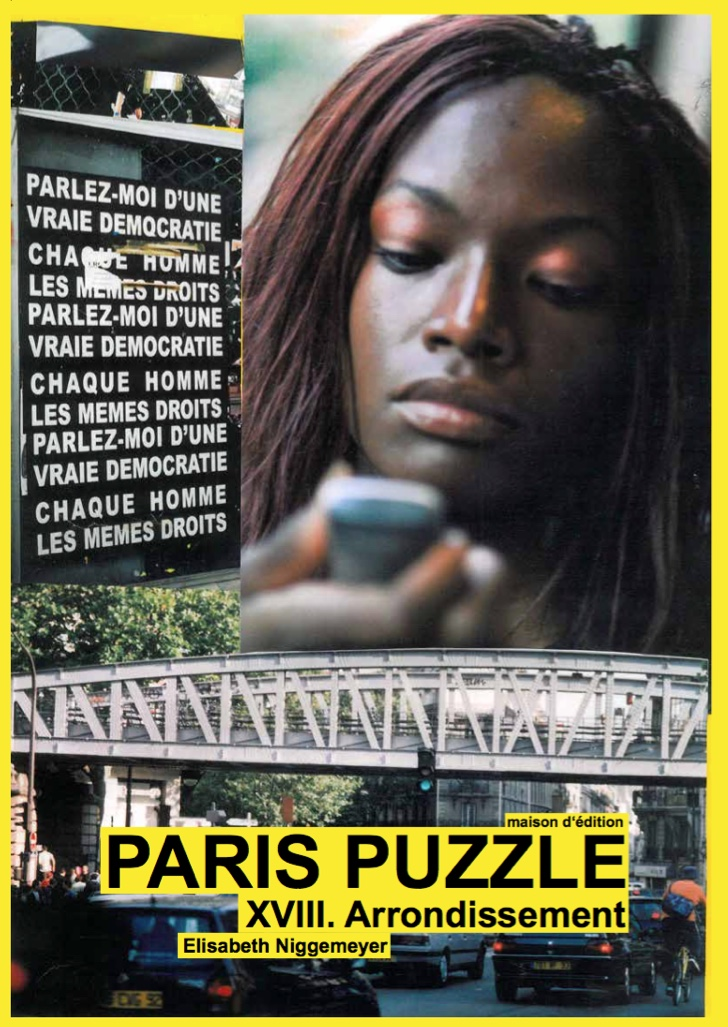

Elisabeth Niggemeyerová i nadále zjednodušovala svůj fotografický přístup. Začala se středním formátem Rolleiflexu, ořezáváním a zvětšováním v černobílé laboratoři. Brzy se dostala k 35mm fotografii pomocí fotoaparátu Leica, jehož flexibilita jí usnadňovala práci s dětmi. Ve své novější pedagogické práci a také v městské fotografii v rámci projektu „Paris-Puzzle“ používala barevné filmy, které si nechávala vyvolat a exponovat v drogeriích. Fotografie je v její tvorbě médiem také v tom smyslu, že její čistě technické aspekty zcela ustupují do pozadí. Bez ohledu na její technickou a estetickou kvalitu se pozornost neklade na individuální snímek. Místo toho je podřízena kontextu fotoknihy a stává se komunikačním prvkem. To platí jak pro fotoknihy Elisabeth Niggemeyerové o architektuře a městských scenériích od 60. let 20. století, tak i pro její pedagogickou tvorbu, v níž dokázala spojit své osobní kariérní aspirace s rutinním zvládnutím fotografické praxe.
„S Paříží jsem se seznámil takříkajíc luštěním puzzle, protože všechny mé stovky fotografií jsou jednotlivě bezvýznamné, stejně jako jednotlivé dílky puzzle, ale dohromady jako obrazy ukazují to, co je pro mě zvláštní, krásný každodenní život dvaceti různých světů, které tvoří kouzlo města...“

## Vybraná díla
- Elisabeth Niggemeyerová, Walter Foitzick: Das Münchner Jahr. Süddeutscher Verlag, Mnichov 1955, S. 106.
- Elisabeth Niggemeyerová, s textem von Hilde Spiel: Londýn. Süddeutscher Verlag, Mnichov 1956
- Elisabeth Niggemeyerová, Text Erich Kuby: Bonn im Bild. Süddeutscher Verlag, Mnichov 1957
- Wolf Jobst Siedler, Elisabeth Niggemeyerová, Gina Angress: Die gemordete Stadt, Abgesang auf Putte u. Straße, Platz u. Baum. Herbig, Mnichov 1964, S. 192.
- Nancy Hoenischová, Elisabeth Niggemeyerová, Jürgen Zimmer: Vorschulkinder. Ernst Klett Verlag, Stuttgart 1969
- Antoinette Becker, Elisabeth Niggemeyerová: Ich bin jetzt in der Schule, Reihe: Ich und die Welt. Otto Maier, Ravensburg 1972, ISBN 3-473-33401-4
- Nancy Hoenischová, Elisabeth Niggemeyerová: Heute streicheln wir den Baum, Naturerfahrungen mit Pflanzen, Tieren, d. Wetter ud Erde. Otto Maier, Ravensburg 1981, ISBN 3-473-60446-1
- Wolf Jobst Siedler, Elisabeth Niggemeyerová, Gina Angress: Die verordnete Gemütlichkeit, Abgesang auf Spielstraße, Verkehrsberuhigung u. Stadtbildpflege – Gemordete Stadt II.Teil. Quadriga/Severin, Berlín 1985, ISBN 3-88679-125-4
- Jürgen Zimmer, Elisabeth Niggemeyerová: Macht die Schule auf, last das Leben rein, von d. Schule zur Nachbarschaftsschule. Beltz, Basilej 1986
- Nancy Hoenischová, Elisabeth Niggemeyerová: Mathe-Kings, junge Kinder fassen Mathematik an. Verlag Das Netz, Berlín 2004, ISBN 3-937785-11-6
- Nancy Hoenischová, Elisabeth Niggemeyerová: Mein Körperheft : ich staune in mich selbst. Verlag Das Netz, Berlín 2008, ISBN 978-3-937785-74-5

## Výstavy
- "Heute streicheln wir den Baum" - Kinder und ihre Erfahrungen mit der Natur, Fotoausstellung und Einladung zu Spielaktionen v "Akademie der Künste Berlin", Nancy Hoenischová, Elisabeth Niggemeyerová, Berlín, červen 1981
- "HALLO ERDE; WIR SIND DA!" im FEZ, Berlin Wuhlheide, 1989
- "Mal anders Essen, Das Vollwertland entdecken" - Ausstellung mit Aktion im FEZ, Berlín, květen 1991
- "HALLO KINDER, SEID ERFINDER" - Abenteuer mit dem Alltäglichen im FEZ, Wulheide, Berlín 2001
- "MATHE-KINGS" – Junge Kinder fassen Mathematik an, in der Kita am Halleschen Tor, Berlín, 2004
- "ICH STAUNE V MICH SELBST HINEIN" WILLY-BRANDT-Haus, Berlín, 2007
- "Elisabeth Niggemeyerová. Mnichov – Londýn – Bonn – Berlín, Fotografien 1957–64", Galerie argus fotokunst, Berlín, leden 2007[15]